# Wangerooger Inselbahn
| Die Inselbahn am Westanleger |                                                                                 |                                        |                                        |
| Karte der Insel Wangerooge mit der Inselbahn |                                                                                 |                                        |                                        |
| Streckennummer (DB): | 1542 (Wangerooge–Westanleger) 1543 (Saline–Westen) 1545 (Wangerooge–Ostanleger) |                                        |                                        |
| Kursbuchstrecke (DB): | 10007                                                                           |                                        |                                        |
| Streckenlänge: | 5,9 km                                                                          |                                        |                                        |
| Spurweite: | 1000 mm (Meterspur)                                                             |                                        |                                        |
| Streckengeschwindigkeit: | 20 km/h                                                                         |                                        |                                        |
| |                                                                                 |                                        |                                        |
| \| \| 5,30 \| Wangerooge Ostanleger \| Wangerooge Ostanleger \| \| \| \| Wangerooge (bis 1906) \| \| \| \| \| ehem. Ortsdurchfahrt \| \| \| \| \| \| \| \| \| 0,00 \| Wangerooge (seit 1906) \| Wangerooge (seit 1906) \| \| \| \| Deichdurchlass \| \| \| \| 0,40 \| Anschluss Müllpressstation \| Anschluss Müllpressstation \| \| \| 1,43 \| Wangerooge Saline (ehem. Reisezughalt) \| Wangerooge Saline (ehem. Reisezughalt) \| \| \| \| \| \| \| \| \| Deichdurchlass \| \| \| \| 3,44 \| Wangerooge Westen \| Wangerooge Westen \| \| \| \| Steindamm \| \| \| \| \| Steindamm (ehem. Pfahljochstrecke) \| \| \| \| 3,44 \| Wangerooge Westanleger \| Wangerooge Westanleger \| \| \| \| Fähre nach Harlesiel \| \| \| \| \| \| \| \| Quellen: [1][2][3][4] \| \| \| \| |                                                                                 |                                        |                                        |
| Kopfbahnhof Streckenanfang (Strecke außer Betrieb) | 5,30                                                                            | Wangerooge Ostanleger                  | Wangerooge Ostanleger                  |
| Kopfbahnhof Streckenanfang (Strecke außer Betrieb) · Strecke (außer Betrieb) |                                                                                 | Wangerooge (bis 1906)                  | Wangerooge (bis 1906)                  |
| Bahnübergang (Strecke außer Betrieb) · Strecke (außer Betrieb) |                                                                                 | ehem. Ortsdurchfahrt                   | ehem. Ortsdurchfahrt                   |
| Strecke nach links (außer Betrieb) · Abzweig geradeaus, nach rechts und von rechts (Strecke außer Betrieb) |                                                                                 |                                        |                                        |
| Kopfbahnhof Strecke bis hier außer Betrieb | 0,00                                                                            | Wangerooge (seit 1906)                 | Wangerooge (seit 1906)                 |
| |                                                                                 | Deichdurchlass                         |                                        |
| Abzweig geradeaus und nach rechts | 0,40                                                                            | Anschluss Müllpressstation             | Anschluss Müllpressstation             |
| Dienststation / Betriebs- oder Güterbahnhof | 1,43                                                                            | Wangerooge Saline (ehem. Reisezughalt) | Wangerooge Saline (ehem. Reisezughalt) |
| Strecke von links · Abzweig geradeaus, nach rechts und ehemals von rechts |                                                                                 |                                        |                                        |
| Strecke |                                                                                 | Deichdurchlass                         | Deichdurchlass                         |
| Kopfbahnhof Streckenende · Strecke | 3,44                                                                            | Wangerooge Westen                      | Wangerooge Westen                      |
| ehemaliger Dienststation / Betriebs- oder Güterbahnhof |                                                                                 | Steindamm                              | Steindamm                              |
| |                                                                                 | Steindamm (ehem. Pfahljochstrecke)     |                                        |
| Kopfbahnhof Streckenende | 3,44                                                                            | Wangerooge Westanleger                 | Wangerooge Westanleger                 |
| |                                                                                 | Fähre nach Harlesiel                   |                                        |
| |                                                                                 |                                        |                                        |
| Quellen: |                                                                                 |                                        |                                        |

Logo „Schifffahrt und Inselbahn Wangerooge“

Die Wangerooger Inselbahn ist ein Netz von drei eingleisigen, meterspurigen, nicht elektrifizierten Bahnstrecken auf Wangerooge. Zuständiges Verkehrsunternehmen ist die zu DB Fernverkehr gehörende Organisationseinheit SIW Schifffahrt und Inselbahn Wangerooge. Sie ist die einzige von der Deutschen Bahn betriebene Schmalspurbahn und das wichtigste Verkehrsmittel auf der autofreien Insel.

## Geschichte

### 1897–1920
Bereits vor Eröffnung der Inselbahn gab es auf Wangerooge verschiedene Materialbahnen, die vom Militär oder dem Bauunternehmen Amann & Geisler betrieben wurden. Alle Gleise verschwanden jedoch nach Beendigung der jeweiligen Bauarbeiten wieder. Für den zivilen Verkehr hatten sie geringen bis gar keinen Nutzen. Auf Anregung des „Verschönerungsvereins Nordseebad Wangerooge“, der in einer Denkschrift an die Oldenburger Regierung 1896 auf die dringende Notwendigkeit besserer Landungsmöglichkeiten hingewiesen hatte, ordnete am 20. März 1897 die Regierung des Großherzogtums Oldenburg den Bau der Inselbahn an, die die Großherzoglich Oldenburgische Eisenbahn in nur drei Monaten 1897 erbaute. Sie errichtete einen Pfahlanleger und eine 3,5 Kilometer lange Schmalspurstrecke mitten ins Dorf. Das Gleis bog unterhalb des Leuchtturms in die Zedeliusstraße ein. Dort war zunächst eine Wartehalle mit einem Wellblechschuppen zum Verwiegen des Gepäcks errichtet worden. Die Wagen fanden in einem Holzschuppen Unterstand.
Die Inselbahn wurde am 3. Juli 1897 von den Großherzoglich Oldenburgischen Staatseisenbahnen (GOE) eröffnet. Der Betrieb wurde von Beginn an mit Dampflokomotiven durchgeführt, nicht als Pferdebahn, wie auf einigen benachbarten Inseln. Die Strecke führte vom neu erbauten Anleger im Südwesten der Insel in das Zentrum des Inseldorfs in der Inselmitte. Für die 3,5 Kilometer lange Strecke brauchte ein Zug etwa 20 Minuten bei einer Höchstgeschwindigkeit von 30 km/h. Diese Zeiten sind auch heute noch gültig, obwohl sich die Trasse mehrfach geändert hat. 1901 wurde von der Marine eine 1,9 Kilometer lange Stichstrecke ab dem auf halber Strecke liegenden Haltepunkt Saline (benannt nach einem nördlich davon gelegenen Lokal Saline) in den Westen der Insel gebaut, um dort militärische Stützpunkte anzuschließen. An der Abzweigstelle entstand nach Bau des Militäranlegers 1914 das Gleisdreieck.
1904 wurde als zweiter Anleger der Ostanleger errichtet und durch eine 5,4 Kilometer lange Schienenverbindung mit dem Bahnhof im Inseldorf verbunden. Diese Oststrecke verlief zum Teil durch Wattgebiet, weshalb die Gleise auf einem Pfahlgerüst verlegt werden mussten, das erst später durch eine Steinschüttung ersetzt wurde. Um dem wachsenden Verkehr gerecht zu werden, wurde 1905 ein neuer, groß dimensionierter Bahnhof am damaligen Südrand des Dorfes erbaut und 1906 in Betrieb genommen. Die zwei Gleise wurden von einer Bahnhofshalle überspannt, die über Tore verfügte und gleichzeitig als Remise diente. Dieser Bahnhof besteht im Wesentlichen noch heute. Da die alte Bahnhofsanlage von 1897 durch den Neubau überflüssig geworden war, wurde sie bis auf einen Gleisrest, der zur Kohlenversorgung des Leuchtturms diente und bis etwa 1930 bestand, wenig später abgebaut.
1912 war ein neuer Westanleger, der etwas östlich des alten Westanlegers lag, in Betrieb gegangen. Er wurde durch eine neue, etwa parallel zur bisherigen Strecke verlaufende Trasse mit dem Abzweig Saline verbunden. Der andere Anleger im Südwesten ging außer Betrieb und die zugehörige Strecke wurde anschließend abgebaut. Der Zweck dieser Maßnahme war ein Ausbau Wangerooges als Festung mit einem leistungsfähigen Bahnnetz. Im Verlauf des Ersten Weltkrieges wurden dazu zahlreiche Anschlussgleise zu militärischen Einrichtungen gelegt. Es existierten bis zu vier Abschnitte der Inselbahn mit maximal 24 Anschlussgleisen.

### 1920–1945
1920 kam die Inselbahn im Zuge der Zusammenfassung der Länderbahnen zur Deutschen Reichsbahn.
Dort wurden die zuvor als Nr. 3 bis 5 bezeichneten Dampflokomotiven als Baureihe 99.02 geführt, eine Sammelbezeichnung für Schmalspurdampflokomotiven. Mitte der 1920er Jahre wurde an der Saline ein Gleisdreieck eingerichtet, das vor allem militärische Zwecke hatte, beispielsweise den schnelleren Transport von Geschützen. Dieses Gleisdreieck wurde mehrfach umtrassiert und schließlich 1969 abgebaut.
Ebenfalls Mitte der 1920er Jahre wurden die ersten vierachsigen Personenwagen angeschafft, und zweimal pro Woche fuhr ein Kaffeezug vom Dorfbahnhof zum Bahnhof Westen und zurück.
Die Zahl der Kurgäste – und damit Fahrgäste – stagnierte um 1930 auf niedrigem Niveau, stieg aber bis 1939 mit 65.500 Fahrgästen auf das Sechsfache, von denen zwei Drittel über den Ostanleger anreisten.
Von 1939 bis 1952 fuhr eine Kastendampflok 99 081 auf Wangerooge, die wegen der Hitzeentwicklung im Führerstand vom Personal „Treibhaus“ genannt wurde.
Während des Zweiten Weltkrieges war Wangerooge erneut von hoher strategischer Bedeutung, da die Insel im Mündungsbereich der Weser und in der Nähe der damals kriegswichtigen Stadt Wilhelmshaven liegt (siehe: Militärische Geschichte Wangerooges). Am 25. April 1945 kam es zu einem schweren Luftangriff auf Wangerooge mit erheblichen Bombardierungen. Dabei wurden auch die Strecke zwischen Saline und Dorf, die Bahnhofshalle sowie zahlreiche Personen- und Güterwagen zerstört.
Von 1934 bis 1947 hatte der Westturm eine Anbindung durch die kurze Verlängerung des Streckenstückes Saline (Gleisdreieck) – Westen.

### Seit 1945

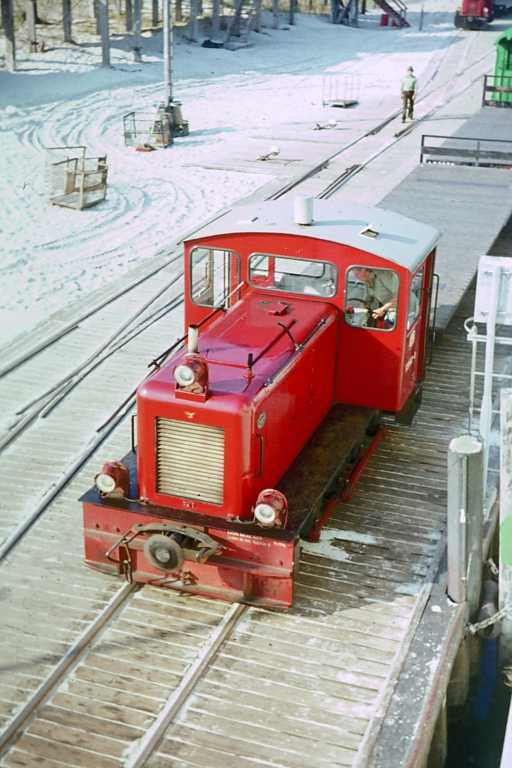
Lokomotive 329 502 im Jahr 1983 am Anleger Wangerooge

Die zerstörte Strecke wurde nach Kriegsende wieder aufgebaut. 1952 begann die nunmehr federführende Deutsche Bundesbahn mit der Einführung von Diesellokomotiven. Erste Maschine war eine Gmeinder-Lokomotive. 1957 war der Traktionswechsel abgeschlossen. 1955 wurde auch eine kleinbusartige Draisine beschafft.
Die Zahl der Passagiere, die am Ostanleger ankamen und die östliche Inselbahnstrecke befuhren, war nach dem Zweiten Weltkrieg sehr hoch, da die beliebte Ausflugsinsel Helgoland noch britisch besetzt war. Nach 1952 wurde Helgoland für Deutsche wieder zugänglich, so dass der Verkehr über den Ostanleger stark zurückging. 1958 wurde er und damit auch der östliche Abschnitt der Inselbahn abgebaut. Im Dorf liegen die Gleise heute noch etwa 200 Meter in Richtung Osten und dienen als Auszieh- und Anschlussgleis.
Aus einem Umbauprogramm wurden 1959 vierachsige Personenwagen für die Inselbahn erworben, die den damals häufigen Umbauwagen der Normalspur glichen. Sie waren ursprünglich dunkelgrün lackiert, erhielten aber ab 1972 Werbelackierungen beziehungsweise zweifarbige Anstriche, die sich stark an der experimentellen Pop-Lackierung der Deutschen Bundesbahn orientierten.
Im Jahr 1969 entfiel das Gleisdreieck, das bis dahin Direktfahrten zwischen Hafen und Westen ermöglicht hatte.
Zwischen 1952 und 1971 wurden insgesamt vier Diesellokomotiven der DB-Baureihe 329 beschafft. 1977 wurde die Draisine durch ein neueres Modell ersetzt. 1981 kamen ein Triebwagen der Baureihe 699 sowie einige Wagen hinzu, die bis zur Stilllegung der Spiekerooger Inselbahn auf der Nachbarinsel Spiekeroog im Einsatz waren.
1990 wurden weitere zwei Diesellokomotiven beschafft, diesmal aus Ostdeutschland vom ehemaligen Mansfeld-Kombinat. In den folgenden Jahren kamen 14 neue Personenwagen aus dem Reichsbahnausbesserungswerk (Raw) Wittenberge hinzu, die in Fernblau/Lichtgrau, entsprechend den sogenannten Produktfarben der Interregio-Züge, lackiert waren und die bisherigen Personenwagen vollständig ersetzten.
Zum 1. Januar 1992 wurden die Lokomotiven der Baureihe 329 in Baureihe 399.1 umgezeichnet. 1995/96 wurden die Gleise erneuert.
Von 1997 an gab es für einige Jahre jeweils im Sommer einen Museumsbetrieb mit Dampfloks auf Wangerooge. Dazu wurde die Lokomotive „Franzburg“ des DEV vom Festland auf die Insel gebracht.
1999 beschaffte die Deutsche Bahn zwei neue Diesellokomotiven des Herstellers Schöma (399 107 und 399 108), die seitdem vor allem im Personenverkehr eingesetzt werden. In der Folge konnten die vier ältesten Diesellokomotiven (399 101–104) abgestellt und die Einsätze der reparaturanfälligen rumänischen Lokomotiven (399 105 und 106) reduziert werden.

## Aktueller Betrieb

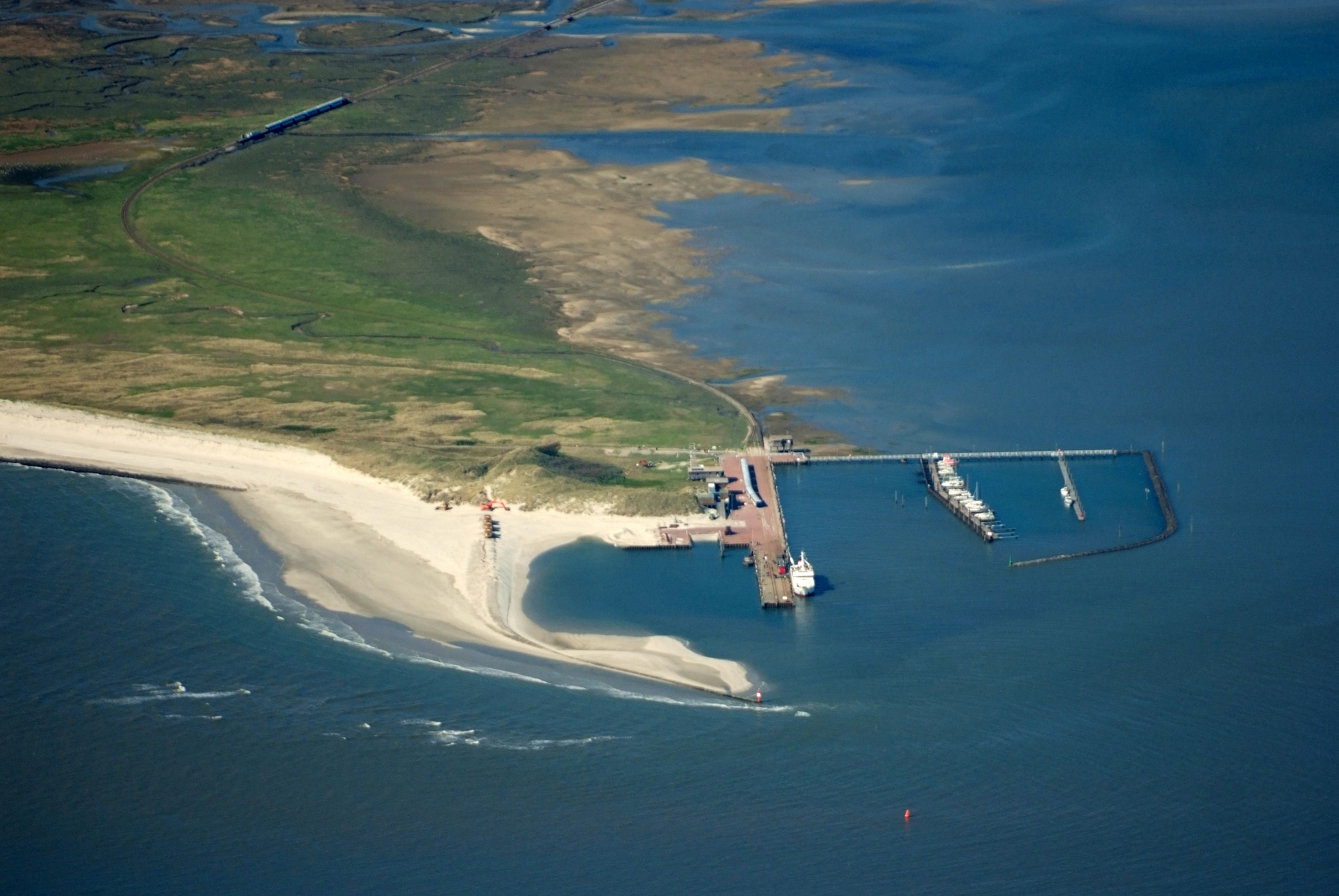
Luftbild (2012) der Inselbahn vom Westanleger in Richtung Saline

Die Wangerooger Inselbahn wird von der Schifffahrt und Inselbahn Wangerooge (SIW) betrieben. Diese gehörte seit 2002 zum Geschäftsbereich DB AutoZug, nach dessen Auflösung Ende September 2013 zu DB Fernverkehr, wo Nahverkehrsangebote nicht gültig sind (die Freifahrt mit Schwerbehindertenausweis ist dennoch auf Fähre und Inselbahn gegeben). Die SIW betreibt mit den beiden von der Reederei Warrings gecharterten Fährschiffen Wangerooge und Harlingerland auch den Fährverkehr von Harlesiel nach Wangerooge.
Der Fahrpreis wird im Regelfall für eine Fahrt mit Fähre und Bahn erhoben, es sind aber auch Fahrkarten nur für die Bahn oder nur für die Fähre erhältlich. Einen nennenswerten Binnenverkehr auf der Insel gibt es im Regelpersonenverkehr jedoch kaum. Größeres Reisegepäck muss aufgegeben werden. Insgesamt wird die Bahn von rund 200.000 Fahrgästen jährlich genutzt, an Spitzentagen sind es bis zu 1.500 Reisende in jeder Richtung.
Die Gleise verlaufen seit einer zwischen 1995 und 2005 an der Stammstrecke durchgeführten Sanierung auf einem Schotterbett, während auf den Nebengleisen noch Sand- und Kiesbettung zu finden ist. Die Höchstgeschwindigkeit beträgt 20 km/h. Ein großer Teil der Strecke zwischen Westanleger und Saline führt heute auf einem steinernen Damm durch die Salzwiesen, die bei höheren Wasserständen überschwemmt werden. Außerdem ist dies ein Brutgebiet für zahlreiche Meeresvögel.
Da die ebenfalls zur DB Fernverkehr gehörenden Fährschiffe ab Harlesiel durch flaches Wattgebiet fahren müssen, ist der Fahrplan von der Tide abhängig. Er liegt aber für die gesamte Fahrplanperiode vorausberechnet vor.

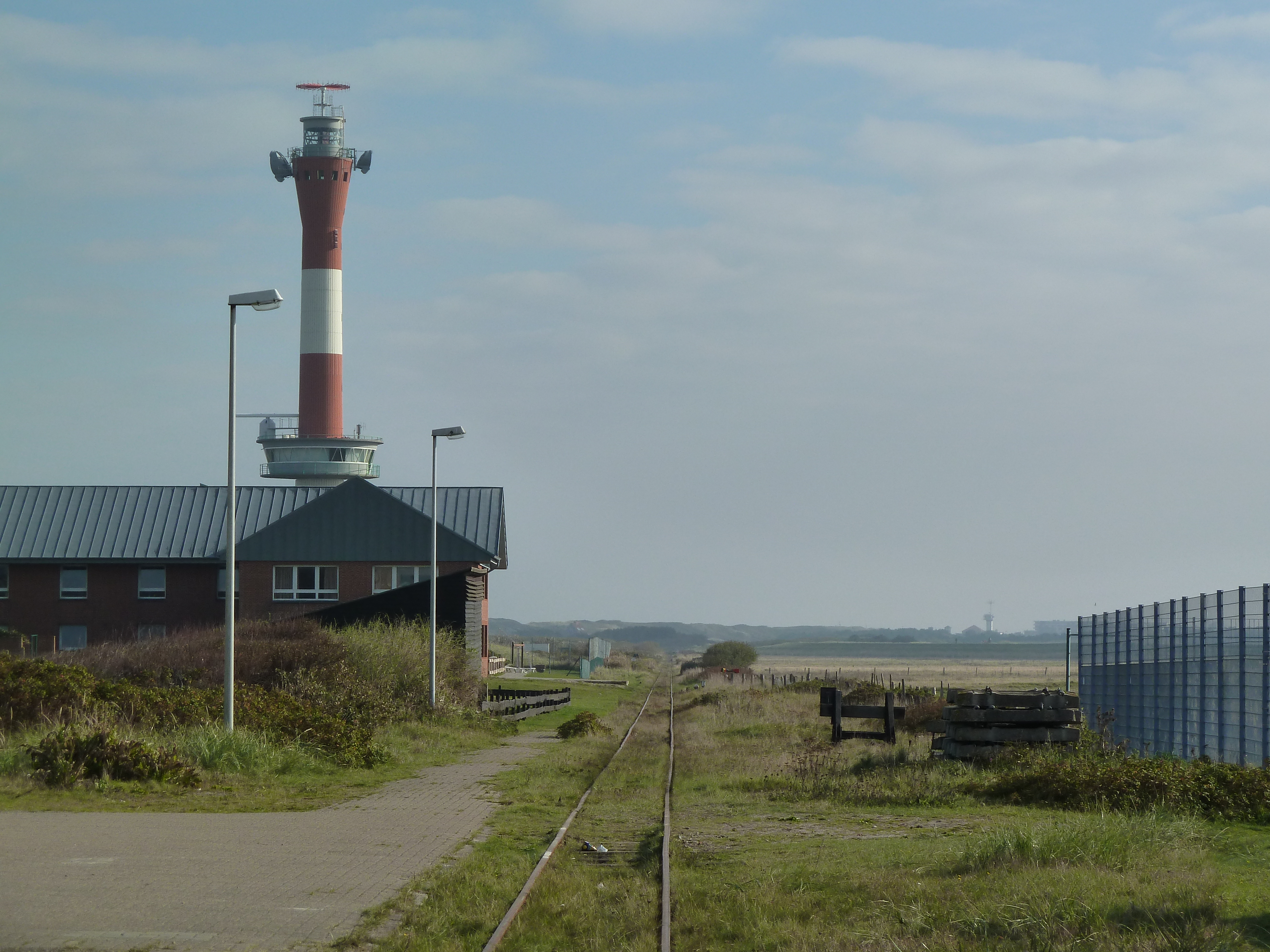
Bahnhof Westen, vor der Renovierung

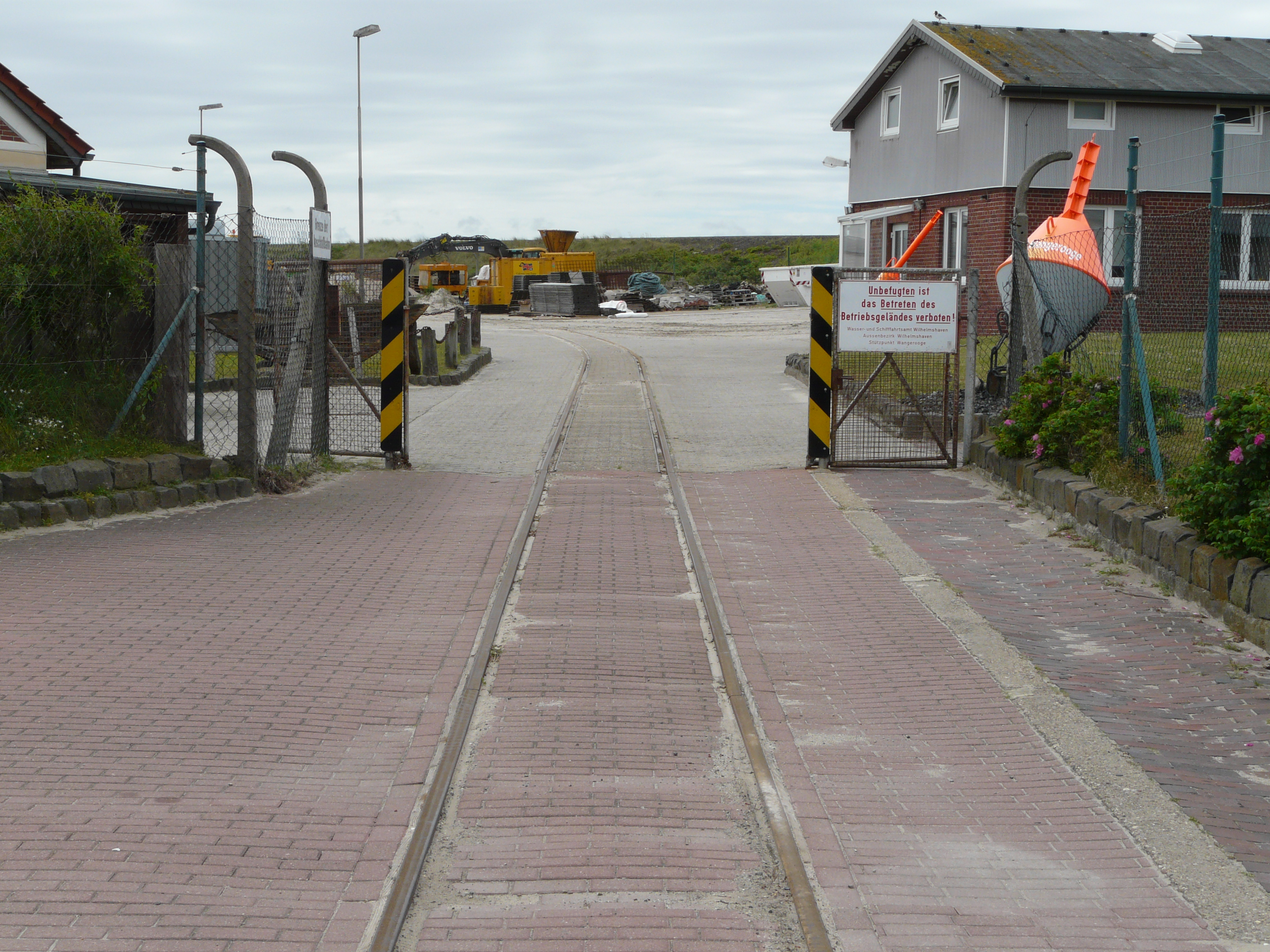
Anschlussgleis zum Bauhof des Wasser- und Schifffahrtsamtes

Vom Westturm, der Jugendherberge, gibt es einen guten Blick auf die gesamte Strecke. In der Hochsaison lässt sich reger Betrieb beobachten. So sind oft zwei Züge gleichzeitig unterwegs. Gekreuzt wird direkt vor dem Anleger im Hafenbahnhof.
Bei Bedarf werden Fahrten über Saline zum Bahnhof Westen durchgeführt, die seit Juni 2010 auch für den öffentlichen Verkehr freigegeben sind und meist der Anbindung der dortigen Schullandheime dienen. Da das direkte Gleis vom Hafen zum Westen aber im Jahr 1969 abgebaut wurde, kann dieser nur nach Fahrtrichtungswechsel angefahren werden. Damit ist die Bahnverbindung auf Wangerooge die einzige deutsche Inselbahn mit Zweigstrecke. In die meisten Züge sind, neben den Eisenbahnwagen für die Personenbeförderung, vierachsige Flachwagen zur Gepäckbeförderung eingestellt; es gibt aber auch reine Güterzüge (unter anderem zum Bauhof des Wasser- und Schifffahrtsamtes am Bahnhof Westen und vom Anschlussgleis der Müllumladestation zum Westanleger). Das aufgegebene Reisegepäck wie Koffer und Taschen wird in Rollcontainern mitgenommen, die auf die oder von den Fähren übergehen werden. Fahrräder werden ebenfalls auf den Flachwagen befördert. Zur Versorgung der Insel werden Lebensmittel und nahezu alle anderen Waren sowie Umzugsgut auch mit den Flachwagen transportiert, meist in kleineren Containern, die mit dem Gabelstapler am Bahnhof des Dorfes auf Straßenanhänger verladen und mit Elektromobilen zum Empfänger gebracht werden. Für den Frachttransport gibt es ansonsten nur noch einige vierachsige offene Güterwagen unterschiedlicher Typen sowie einen (blauen) Kesselwagen für Flüssigkeiten.
Neben der Brohltalbahn und den Harzer Schmalspurbahnen ist die Wangerooger Inselbahn heute eine der wenigen Schmalspurbahnen mit Güterverkehr in Deutschland.

## Kurioses
Der Inselbahnhof trägt die Bahnhofsbezeichnung „Wangerooge“ und ist im DB-Design weiß auf blau ausgeschildert. Das Empfangsgebäude ist an der dem Ort zugewandten Seite mit der Aufschrift „Kehre wieder“ versehen. Am nicht bezeichneten Hafenbahnhof findet sich das Schild „Gott schuf die Zeit. Von Eile hat er nichts gesagt.“

### Älteste Schiene im Netz der DB
2019 wurde bei der Inselbahn eine Schiene ersetzt, die mit dem Walzzeichen „Osnabrück 1891“ versehen war. Sie war vermutlich die langlebigste im Netz der Deutschen Bahn. Da sie sogar älter war als die Inselbahn selber, wurde sie wahrscheinlich als altbrauchbares Exemplar durch die sparsamen Großherzoglich Oldenburgischen Staatseisenbahnen auf der Insel wiederverwertet. Die Schiene wurde 1891 im Stahlwerk Osnabrück des Georgs-Marien-Bergwerks- und Hüttenvereins gewalzt.

## Ausblick
Die Wangerooger Inselbahn ist Hauptverkehrsmittel der Insel, der Fährhafen kann nicht, wie auf benachbarten Inseln, nahe an das Inseldorf verlegt werden. Das rollende Material ist in gutem Zustand, die Trasse, Bahnhof und Westanleger sind frisch saniert und die Bahn ist sehr gut frequentiert, auch aufgrund fehlender Alternativen, und der Flugverkehr nimmt nur einen kleinen Teil der Passagiere auf. Auch der Güterverkehr ist stets sehr umfangreich (und rentabel).

## Lokomotiven und Wagen

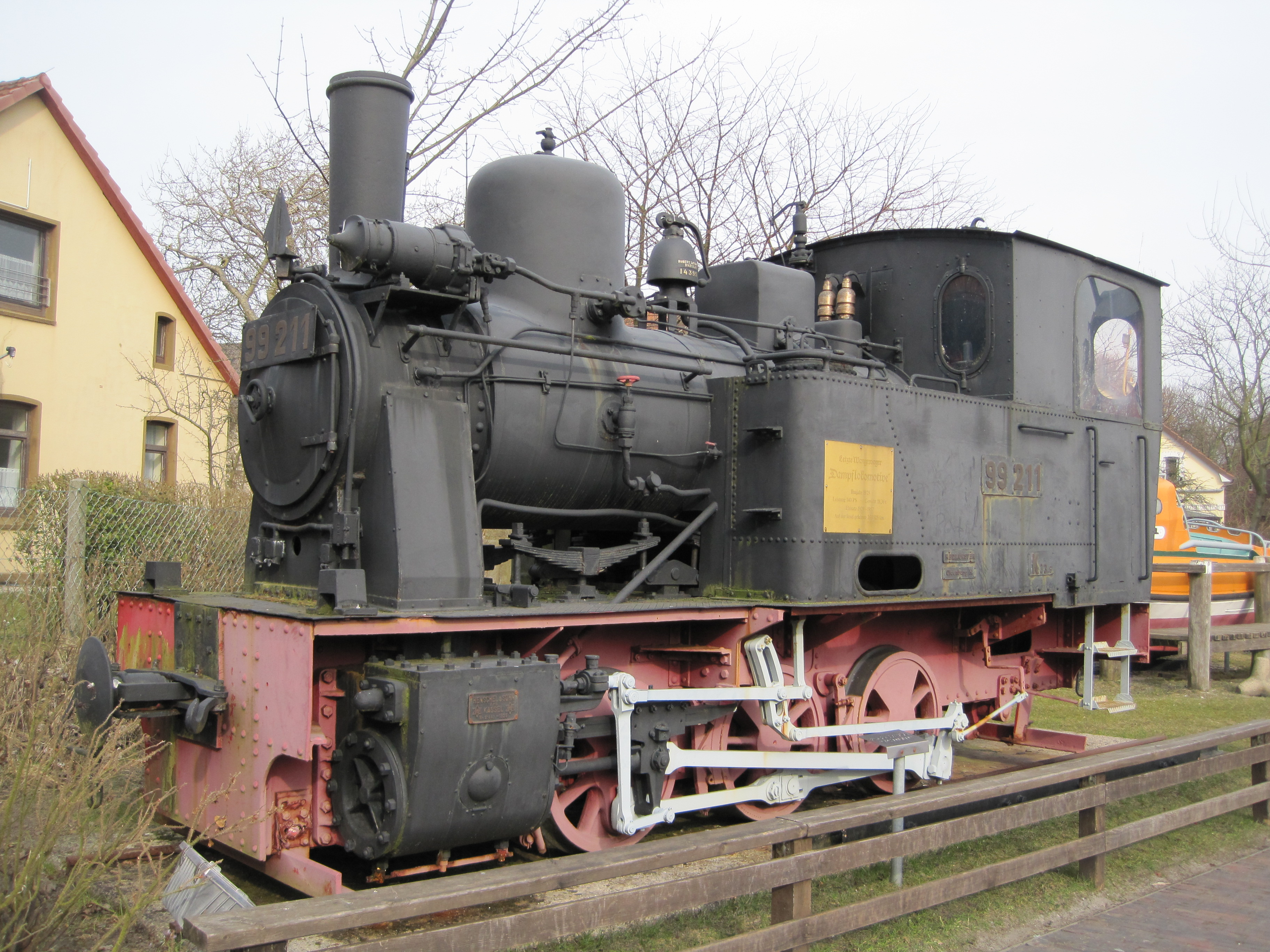
Denkmallokomotive 99 211 (2010)

Zur Betriebsaufnahme beschaffte die GOE 1897 eine zweiachsige Dampflokomotive, die von der Märkischen Lokomotivfabrik hergestellt worden war. 1900 wurde eine zweite Lokomotive der Maschinenbau-Gesellschaft Heilbronn gekauft, die wohl schon als Baulokomotive auf Wangerooge im Einsatz gewesen war. Der gestiegene Verkehr machte 1904 eine dritte Lokomotive nötig, die als erste direkt beschaffte Lok und von Freudenstein & Co geliefert wurde. Als Ersatz für die ersten Lokomotiven, die dem gestiegenen Verkehr nicht mehr gewachsen waren, baute Hanomag 1910 und 1913 die Lokomotiven 4 und 5. Erste dreiachsige Lokomotive war 1929 die 99 211 gestellt. 1939 kam zur Verstärkung eine ebenfalls dreiachsige Pfälzische L 1 zur Inselbahn, die in Ludwigshafen überflüssig geworden und als Straßenbahnlokomotive konstruiert war. Im Zweiten Weltkrieg waren für den verstärkten militärischen Verkehr drei weitere, von französischen und niederländischen Bahnen stammende Lokomotiven auf Wangerooge (99 271 (ehemalige ZVTM 21), 99 281, 99 291); allerdings ist nicht überliefert, ob sie alle eingesetzt wurden.
1952 kam die erste Diesellokomotive nach Wangerooge, die dreiachsige V 11 901 (ab 1992: 399 101). Fünf Jahre später folgten zwei stärkere Lokomotiven V 11 902 und V 11 903 (ab 1992: 399 102–103). Diese machten die Dampflokomotiven überflüssig. 1971 wurde eine weitere, diesmal zweiachsige Lok gebraucht von der Inselbahn Juist gekauft und als 329 504 eingeordnet (ab 1992: 399 104). 1990 wurde der Lokpark erneuert, die 399 105 und 399 106 wurde fast neuwertig beschafft. Sie überzeugten allerdings nicht, so dass 1999 noch einmal zwei neue Lokomotiven 399 107 und 399 108 von Schöma beschafft wurden. Seitdem sind die Loks 399 105 und 399 106 meist Reserveloks. Alle Lokomotiven tragen heute die verkehrsrote Lackierung der Deutschen Bahn.
1981 wurde der Triebwagen der Spiekerooger Inselbahn übernommen und als einziger Schmalspurtriebwagen der Deutschen Bundesbahn als 699 001 (ab 1992: 699 101) bezeichnet. Er wurde 1993 nach jahrelanger Vernachlässigung ausgemustert und an den Deutschen Eisenbahn-Verein Bruchhausen-Vilsen verkauft.
Außerdem waren noch zwei Draisinen im Bestand. Hinzu kamen die Fahrzeuge der Marine, die bis 1945 auf Wangerooge einen eigenen Fuhrpark besaß, sowie eine Lok und eine Draisine des Wasser- und Schifffahrtsamtes, die beide heute nicht mehr vorhanden sind. Weiterhin gab es zwei- und vierachsige Kesselwagen, offene und gedeckte Güterwagen (zum Teil vierachsig) sowie zwei- und vierachsige Flachwagen.
Die Dampflokomotive 99 211 steht als Denkmal im Inseldorf.

## Galerie

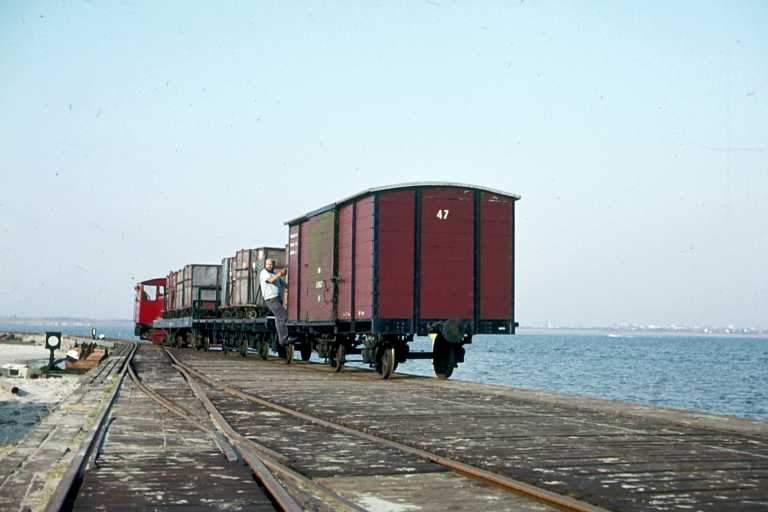
Ein Güterzug am Westanleger (1983)
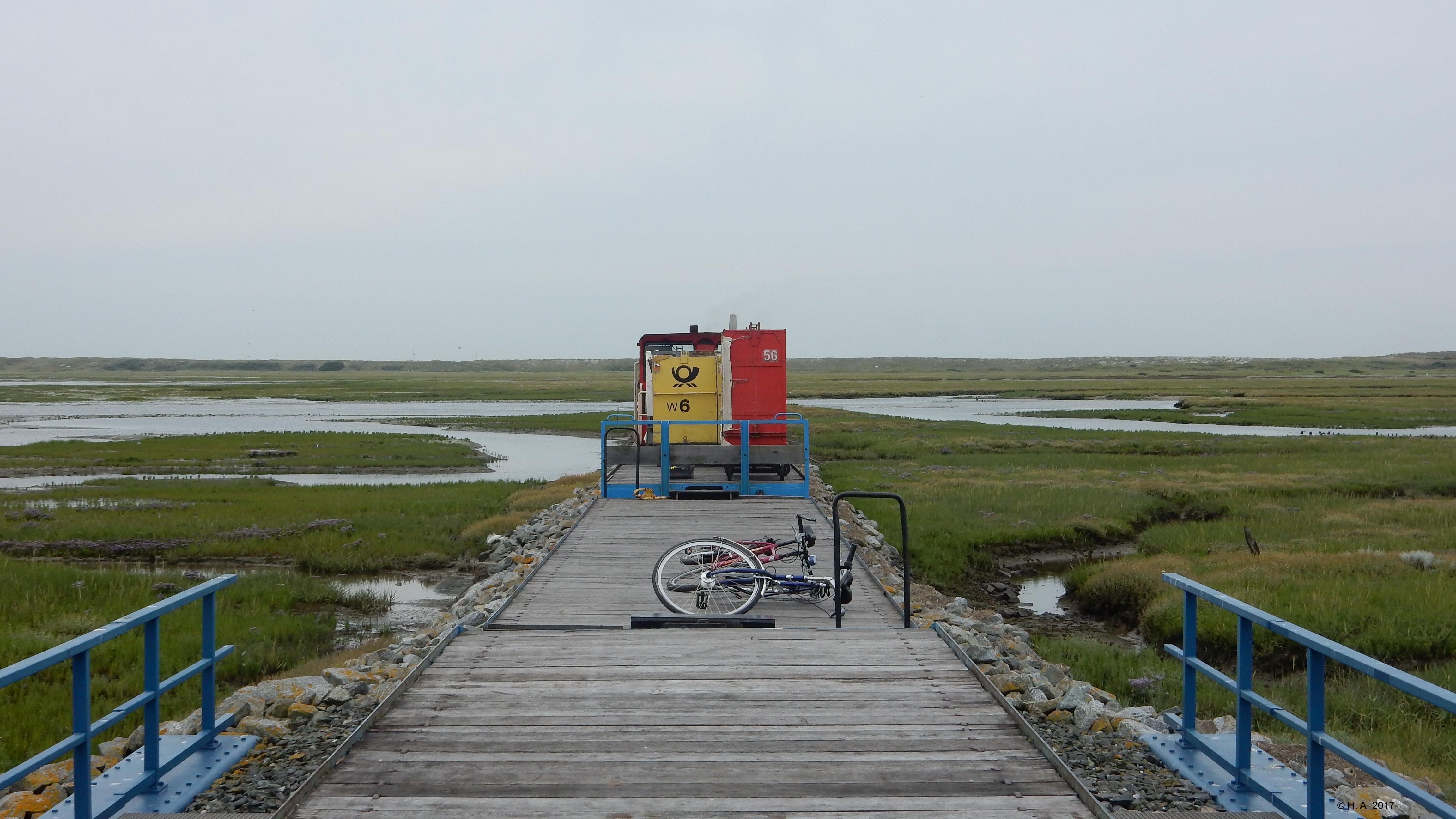
Fahrt durch die Salzwiesen zum Fähranlager (August 2017)
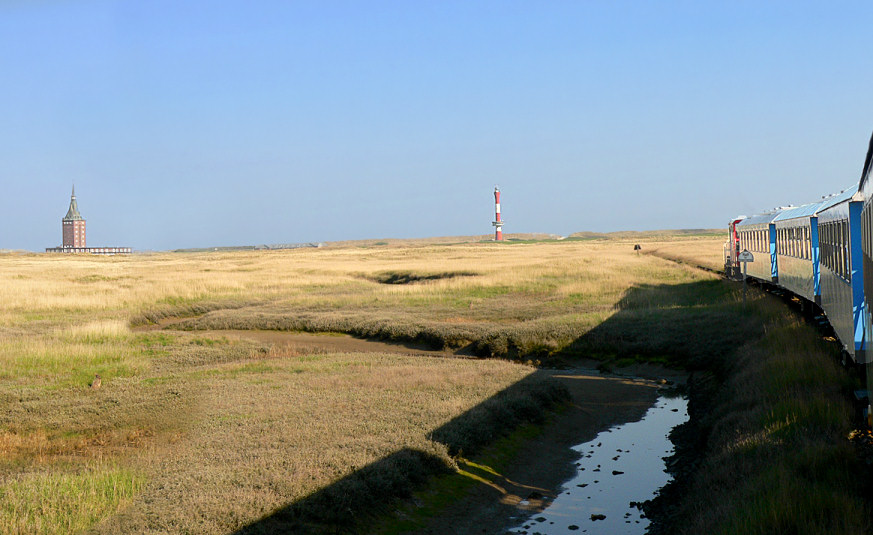
Die Bahnstrecke zum Inseldorf
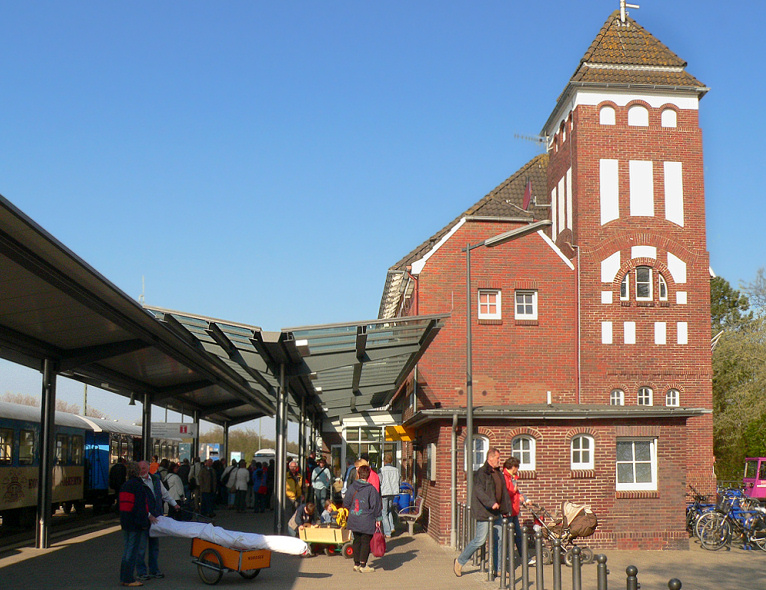
Der Bahnhof im Inseldorf nach dem grundlegenden Umbau von 2003
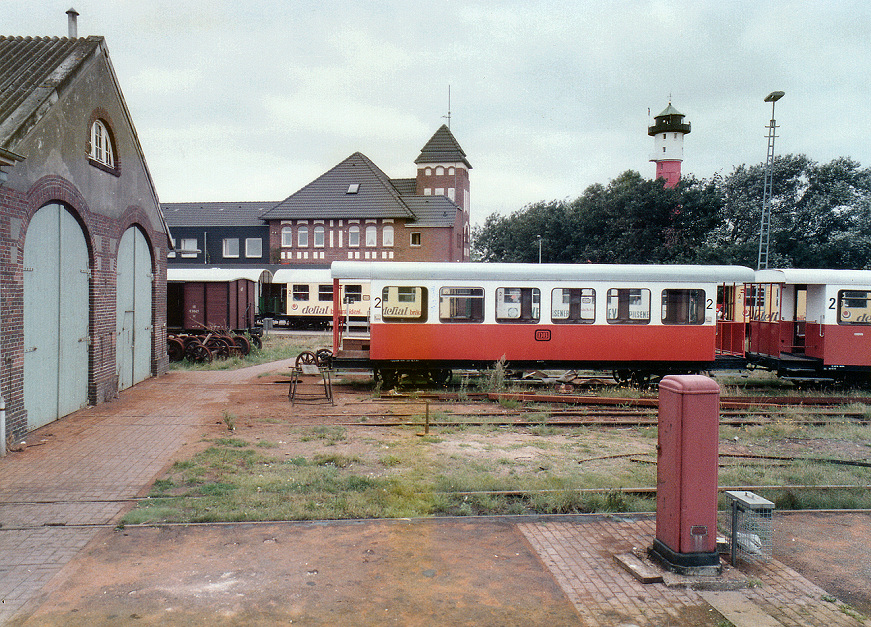
Der Bahnhof im Inseldorf mit dem Lokschuppen (1984)
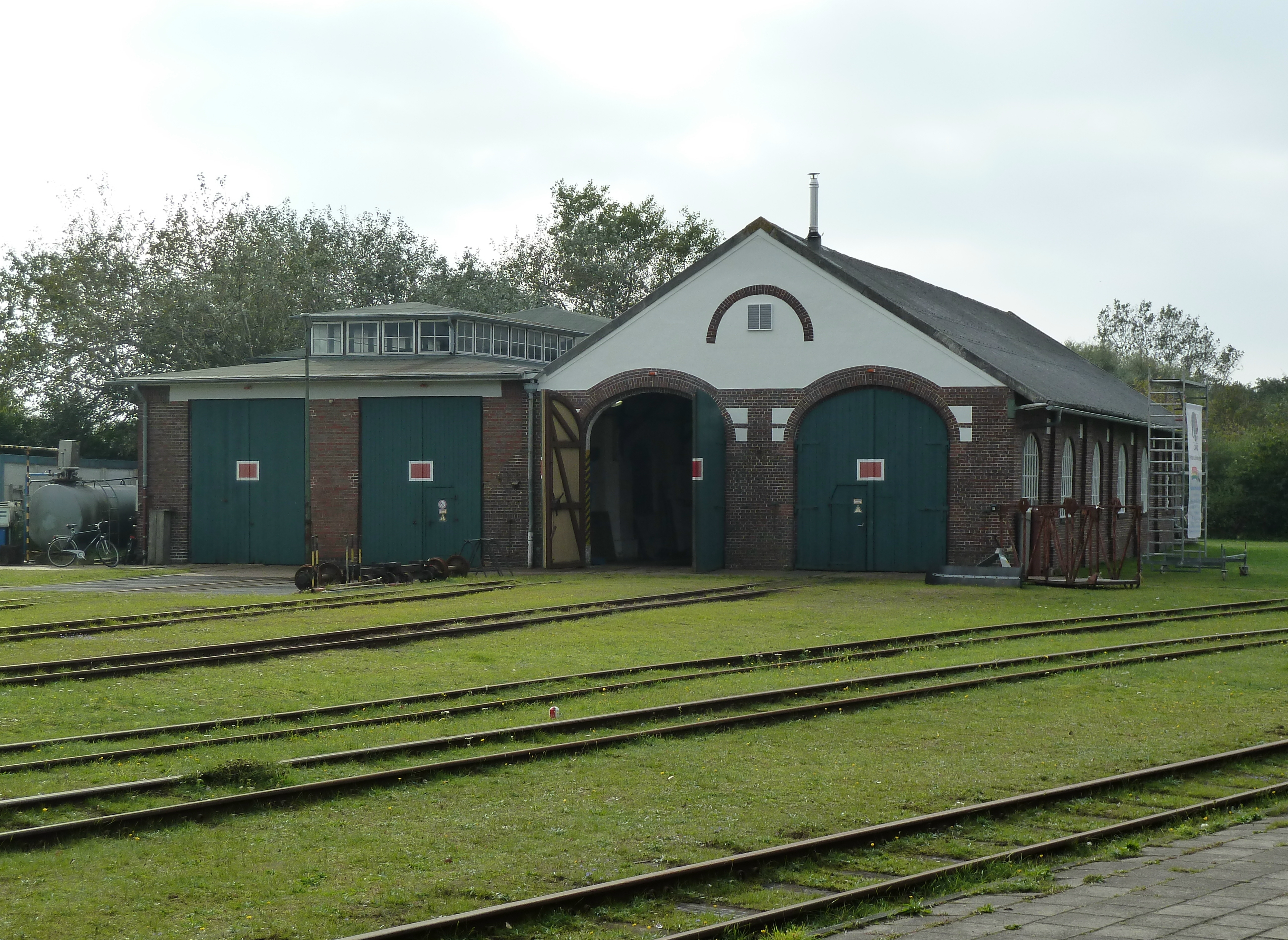
Lokschuppen Bf Wangerooge (2010)
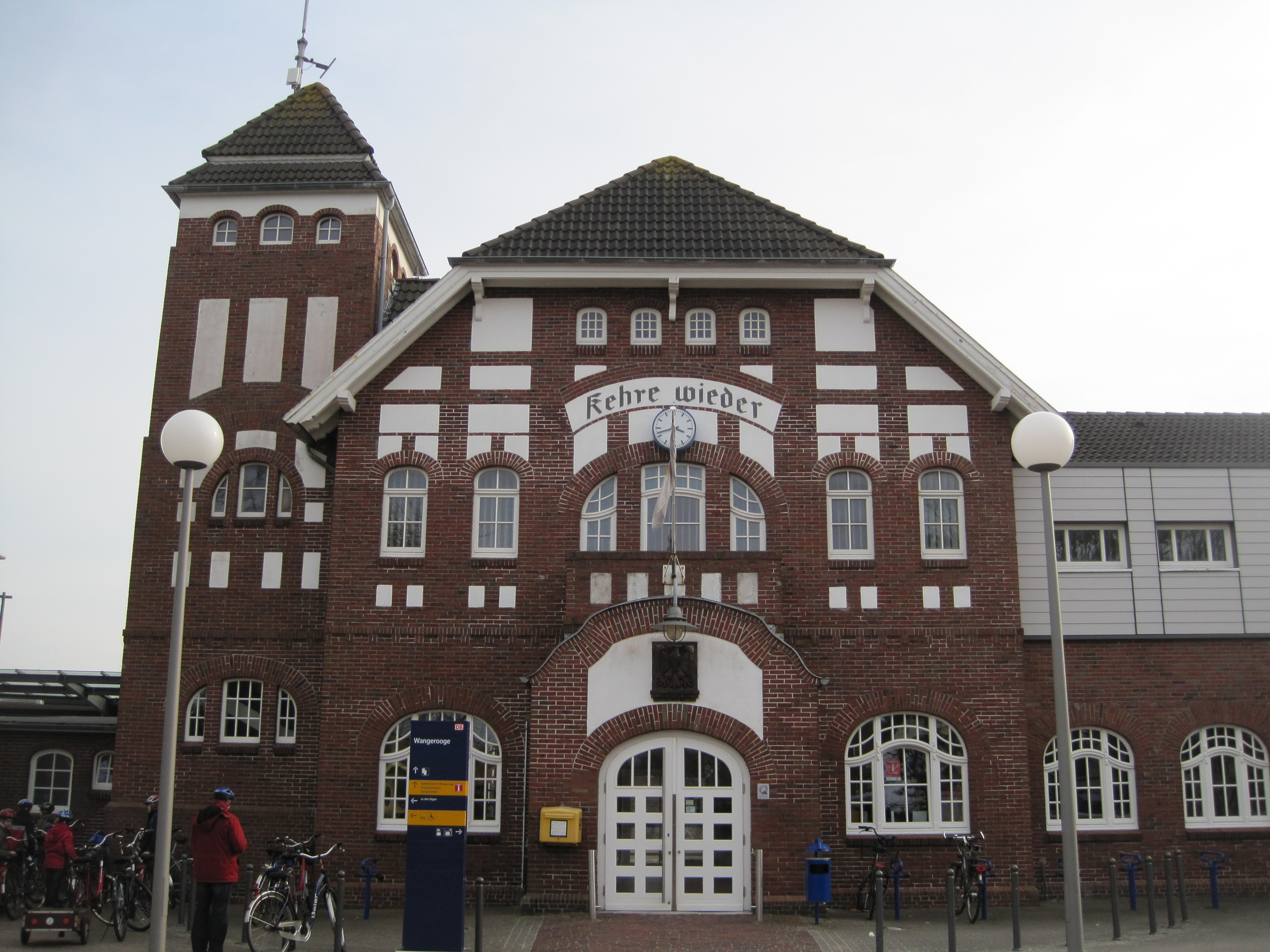
Empfangsgebäude Bf Wangerooge (2010)